# Anthocerotaceae
Anthocerotaceae là một họ rêu duy nhất trong bộ Anthocerotales.